# Deutsche Reichspost

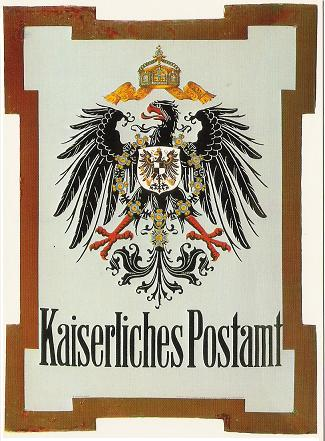
Logotipo del Kaiserliches Postamt, circa 1900

Reichspost («Correo Imperial» en alemán) fue el nombre del servicio postal de Alemania entre los años 1866 y 1945.

## Historia
Con la unificación alemana al finalizar la guerra franco-prusiana se estableció el Deutsche Reichspost como un monopolio estatal, a la vez que se convirtió en la autoridad postal oficial del Imperio alemán, el cual incluía entonces a la provincia anexionada de Alsacia y Lorena. Su nombre oficial era Kaiserliche Post und Telegraphenverwaltung. Los estados federados alemanes de Baden (hasta 1872), Württemberg (hasta 1902) y Baviera, inicialmente mantuvieron oficinas de correo estatales separadas, pero posteriormente fueron integrados a la administración nacional. 
El 1 de agosto de 1916, durante la Primera Guerra Mundial, se aplicó el Reichsabgabe, un impuesto al tráfico postal destinado a financiar los gastos de la guerra.
Con el establecimiento de la República de Weimar, el anterior Reichspostamt de Berlín se convertiría en Reichspostministerium. Después del periodo de hiperinflación, la oficina de la Deutsche Reichspost (DRP) se separó nuevamente en 1924 y operó como una empresa estatal. El 2 de junio de 1932, Paul Freiherr von Eltz-Rübenach fue nombrado Ministro de la Reichspost por el Canciller Franz von Papen, pero mantuvo su cargo en el Machtergreifung del Partido Nazi en 1933, «asistido» por el secretario de estado nazi, Wilhelm Ohnesorge.
El área postal se amplió significativamente con la incorporación del Territorio del Sarre en 1935, el Anschluss austriaco de 1938, y la anexión de los Sudetes según los acuerdos de Múnich. Fue durante este periodo que el Reichspost instaló el primer videoteléfono público.
En la Segunda Guerra Mundial, la autoridad del Reichspost se extendió a las áreas polacas anexadas a la Alemania Nazi, como el Reichsgau Wartheland, el Reichsgau Danzig-Westpreußen, y el Gobierno General polaco. En 1941 se introdujeron los códigos postales en Alemania. La organización de correo militar Feldpost de la Wehrmacht no solo sirvió a los miembros del Ejército, la Luftwaffe y la Kriegsmarine, sino también a miembros de las SS-Verfügungstruppen, Waffen-SS y Reichsarbeitsdienst en el campo, convirtiéndose en la autoridad postal principal de los territorios ocupados. Sin embargo, las entregas se vieron cada vez más afectadas por el avance de las tropas aliadas a partir de enero de 1945.
El Reichspost finalmente dejó de funcionar con la capitulación alemana de mayo de 1945. El último Reichspostminister Julius Dorpmüller, miembro del Gobierno de Flensburgo, fue arrestado dos semanas después, y la autoridad gubernamental fue oficialmente asumida por el Consejo de Control Aliado con la Declaración de Berlín del 5 de junio.

## Sucesores
El Reichspost fue reemplazado inicialmente por las autoridades postales controladas por los aliados, las cuales proporcionaban servicios de correo en las zonas de ocupación. A partir de 1947 una agencia unida sirvió el área de la Bizona británico-americana. Con la aparición de dos estados alemanes, el Deutsche Bundespost (oficina de correos federal alemana) se estableció en Alemania Occidental, y el Deutsche Post en Alemania Oriental. Además, hubo un Deutsche Bundespost Berlin separado para Berlín Occidental, así como una autoridad postal del Sarre (1947-1956).
Después de la reunificación alemana en 1990, la empresa estatal Bundespost continuó funcionando como único proveedor de servicios postales hasta 1995, cuando las divisiones de correos, telecomunicaciones y banca se separaron como entidades autónomas. El Deutsche Bundespost finalmente devino en el Deutsche Post, más tarde amplió sus operaciones mediante subdivisiones corporativas como Deutsche Postbank y Deutsche Telekom.